# City, University of London
De City, University of London is een universiteit in Londen. De universiteit is lid van de federatieve Universiteit van Londen. Zij werd opgericht in 1894.
De universiteit bevindt zich in het centrum van Londen (de belangrijkste campus ligt in het stadsdeel Islington) en heeft sterke banden met de City of London, het financiële hart van de stad.
In 2024 werd bekend dat City en St George (tevens onderdeel van de Universiteit van London) gaan fuseren tot City St George, University of London.
Tot de alumni van de universiteit behoren de premiers Attlee, Asquith, Tony Blair en Margaret Thatcher.